# グリーヴァス・エンジェル
『グリーヴァス・エンジェル』（Grievous Angel）は、アメリカ合衆国のカントリーロック・ミュージシャン、グラム・パーソンズの2作目のスタジオ・アルバム。パーソンズは1973年に死去しており、翌1974年に遺作として発表された。

## 背景
前作『GP』発表に伴うツアーの後に本作のレコーディングが行われ、1973年夏の終わりにはアルバムが完成した。『GP』にも参加したジェームズ・バートンらTCBバンドのメンバーやエミルー・ハリスに加えて、本作にはリンダ・ロンシュタット等も参加している。
しかし、レコーディング終了後に休暇を取っていた折の1973年9月19日、パーソンズはモルヒネとテキーラの過剰摂取により死去する。なお、本作のセッションでアウトテイクとなった「Brand New Heartache」（エヴァリー・ブラザーズのカヴァー）、「The Angles Rejoined Last Night」、「Sleepless Nights」の3曲は、コンピレーション・アルバム『スリープレス・ナイツ』（1976年）に収録された。

## 評価・影響
Billboard 200では195位に達し、2013年現在、パーソンズのソロ・アルバム唯一のチャート・インである。
音楽評論家のMark Demingはオールミュージックにおいて5点満点を付け、「ソロ・デビュー作ほど野心的でもまとまった作品でもないが、いわば『GP』は偉大なアルバムである一方、『グリーヴァス・エンジェル』は本当にとても良い作品である」と評している。『ローリング・ストーン』誌が選出したオールタイム・グレイテスト・アルバム500では425位にランク・イン。

## 収録曲
1. リターン・オブ・ザ・グリーヴァス・エンジェル - Return of the Grievous Angel (Gram Parsons, Thomas Brown) - 4:19
2. ハーツ・オン・ファイア - Hearts on Fire (Walter Egan, Tom Guidera) - 3:50
3. アイ・キャント・ダンス - I Can't Dance (Tom T. Hall) - 2:20
4. ブラス・ボタンズ - Brass Buttons (G. Parsons) - 3:27
5. $1000ウェディング - $1000 Wedding (G. Parsons) - 5:00
6. メドレー・ライヴ・フロム・ノーザン・ケベック - Medley Live from Northern Quebec
  - (a) キャッシュ・オン・ザ・バレルヘッド - Cash on the Barrelhead (Charlie Louvin, Ira Louvin) - 2:12
  - (b) ヒッコリー・ウィンド - Hickory Wind (G. Parsons, Bob Buchanan) - 4:15
7. ラヴ・ハーツ - Love Hurts (Boudleaux Bryant) - 3:40
8. ウー・ラスヴェガス - Ooh Las Vegas (G. Parsons, Ric Grech) - 3:29
9. イン・マイ・アワー・オブ・ダークネス - In My Hour of Darkness (G. Parsons,  Emmylou Harris) - 3:42

## 参加ミュージシャン
- グラム・パーソンズ - ボーカル、アコースティック・ギター
- エミルー・ハリス - ボーカル
- ジェームズ・バートン - リードギター
- アル・パーキンス - ペダル・スティール
- ハーブ・ペダーセン - アコースティック・リズムギター、エレクトリック・リズムギター(on #3)
- グレン・D. ハーディン - ピアノ
- エモリー・ゴーディ - ベース
- ロニー・タット - ドラムス
- N.D. スマート - ドラムス(on #2, #9)
- バーニー・レドン - アコースティック・リズムギター(on #1)、エレクトリック・リードギター(on #2)、ドブロ・ギター(on #9)
- バイロン・バーライン - フィドル(on #1, #9)、フィドル&マンドリン(on #6)
- スティーヴ・スナイダー - ヴィブラフォン(#2)
- リンダ・ロンシュタット - バッキング・ボーカル(#9)
- キム・フォーリー、ロン・ヒックリン、フィル・カウフマン、エド・ティックナー、ジェーン&ジョン・ドー - Background blah-blah(#6)